# Macedonia del Nord all'Eurovision Song Contest
La Macedonia del Nord ha debuttato all'Eurovision Song Contest nel 1998, dopo avere provato a partecipare già nel 1996, venendo scartata durante la preselezione.
Con la semifinale unica, il paese detiene il record di avervi sempre preso parte, e di essere sempre riuscito ad arrivare in finale. Da quando è stata introdotta la doppia semifinale, invece, si è qualificata solamente nel 2012 e 2019. Curiosamente, a causa del regolamento in vigore nelle sole edizioni 2008 e 2009, il decimo posto raggiunto in entrambe le occasioni non è stato sufficiente per arrivare in finale poiché allora passavano le prime nove più una canzone scelta dalle giurie.
Il 30 ottobre 2017 la nazione era stata costretta al ritiro forzato dalla manifestazione a causa dei problemi finanziari che attanagliano MRT, l'emittente televisiva macedone. Tuttavia il 17 novembre successivo l'UER ha confermato la partecipazione macedone al festival, portando così i Paesi in gara a 43.
Nessun macedone ha rappresentato la Jugoslavia all'Eurovision Song Contest.
Prima del cambio di nome, l'EBU ha usato ufficialmente la denominazione di compromesso in inglese "Former Yugoslav Republic of Macedonia" (FYROM). Tuttavia gli spokesperson, nella presentazione dei voti, hanno potuto anche usare la dicitura Macedonia senza particolari proteste.
Nel 2019 la cantante Tamara Todevska, vincendo a posteriori, a causa di un ricalcolo, il voto delle giurie, si classifica al settimo posto, regalando al paese la prima top 10 e il miglior risultato della storia delle sue partecipazioni.

## Partecipazioni
- Primo posto
- Secondo posto
- Terzo posto
- Ultimo posto

| Anno                                    | Artista                           | Canzone                         | Lingua                          | Posizione                       | Posizione                       | Posizione           | Posizione           |
| Anno                                    | Artista                           | Canzone                         | Lingua                          | Finale                          | Punti                           | Semi                | Punti               |
| --------------------------------------- | --------------------------------- | ------------------------------- | ------------------------------- | ------------------------------- | ------------------------------- | ------------------- | ------------------- |
| 1996                                    | Kaliopi Grill                     | Samo ti                         | Macedone                        | Non qualificata                 | Non qualificata                 | 26º                 | 14                  |
| Nessuna partecipazione nel 1997         | Nessuna partecipazione nel 1997   | Nessuna partecipazione nel 1997 | Nessuna partecipazione nel 1997 | Nessuna partecipazione nel 1997 | Nessuna partecipazione nel 1997 | Niente semifinali   | Niente semifinali   |
| 1998                                    | Vlado Janevski                    | Ne zori zoro                    | Macedone                        | 19º                             | 16                              | Niente semifinali   | Niente semifinali   |
| Nessuna partecipazione nel 1999         |                                   |                                 |                                 |                                 |                                 | Niente semifinali   | Niente semifinali   |
| 2000                                    | XXL                               | 100% te ljubam                  | Macedone, inglese               | 15º                             | 29                              | Niente semifinali   | Niente semifinali   |
| Nessuna partecipazione nel 2001         |                                   |                                 |                                 |                                 |                                 | Niente semifinali   | Niente semifinali   |
| 2002                                    | Karolina Gočeva                   | Od nas zavisi                   | Macedone                        | 19º                             | 25                              | Niente semifinali   | Niente semifinali   |
| Nessuna partecipazione nel 2003         |                                   |                                 |                                 |                                 |                                 | Niente semifinali   | Niente semifinali   |
| 2004                                    | Toše Proeski                      | Life                            | Inglese                         | 14º                             | 47                              | 10º                 | 71                  |
| 2005                                    | Martin Vučić                      | Make My Day                     | Inglese                         | 17º                             | 52                              | 9º                  | 97                  |
| 2006                                    | Elena Risteska                    | Ninanajna                       | Inglese, macedone               | 12º                             | 56                              | 10º                 | 76                  |
| 2007                                    | Karolina Gočeva                   | Mojot svet                      | Macedone, inglese               | 14º                             | 73                              | 9º                  | 97                  |
| 2008                                    | Tamara, Vrčak & Adrian            | Let Me Love You                 | Inglese                         | Non qualificata                 | Non qualificata                 | 10º                 | 64                  |
| 2009                                    | Next Time                         | Nešto što ḱe ostane             | Macedone                        | Non qualificata                 | Non qualificata                 | 10º                 | 45                  |
| 2010                                    | Gjoko Taneski                     | Jas ja imam silata              | Macedone                        | Non qualificata                 | Non qualificata                 | 15º                 | 37                  |
| 2011                                    | Vlatko Ilievski                   | Rusinka                         | Macedone, inglese               | Non qualificata                 | Non qualificata                 | 16º                 | 36                  |
| 2012                                    | Kaliopi                           | Crno i belo                     | Macedone                        | 13º                             | 71                              | 9º                  | 53                  |
| 2013                                    | Esma Redžepova & Vlatko Lozanoski | Pred da se razdeni              | Macedone, romaní                | Non qualificata                 | Non qualificata                 | 16º                 | 28                  |
| 2014                                    | Tijana                            | To the Sky                      | Inglese                         | Non qualificata                 | Non qualificata                 | 13º                 | 33                  |
| 2015                                    | Daniel Kajmakoski                 | Autumn Leaves                   | Inglese                         | Non qualificata                 | Non qualificata                 | 15º                 | 28                  |
| 2016                                    | Kaliopi                           | Dona                            | Macedone                        | Non qualificata                 | Non qualificata                 | 11º                 | 88                  |
| 2017                                    | Jana Burčeska                     | Dance Alone                     | Inglese                         | Non qualificata                 | Non qualificata                 | 15º                 | 69                  |
| 2018                                    | Eye Cue                           | Lost and Found                  | Inglese                         | Non qualificata                 | Non qualificata                 | 18º                 | 24                  |
| 2019                                    | Tamara Todevska                   | Proud                           | Inglese                         | 7º                              | 305                             | 2º                  | 239                 |
| 2020                                    | Vasil                             | You                             | Inglese                         | Edizione cancellata             | Edizione cancellata             | Edizione cancellata | Edizione cancellata |
| 2021                                    | Vasil                             | Here I Stand                    | Inglese                         | Non qualificata                 | Non qualificata                 | 15º                 | 23                  |
| 2022                                    | Andrea                            | Circles                         | Inglese                         | Non qualificata                 | Non qualificata                 | 11º                 | 76                  |
| Nessuna partecipazione dal 2023 al 2025 |                                   |                                 |                                 |                                 |                                 |                     |                     |

## Statistiche di voto
Fino al 2022, le statistiche di voto della Macedonia del Nord sono:
| # | Stato   | Punti |
| - | ------- | ----- |
| 1 | Serbia  | 150   |
| 2 | Albania | 127   |
| 3 | Italia  | 86    |
| 4 | Turchia | 79    |
| 5 | Croazia | 77    |

| # | Stato                | Punti |
| - | -------------------- | ----- |
| 1 | Croazia              | 74    |
| 2 | Slovenia             | 52    |
| 3 | Albania              | 48    |
| 4 | Serbia               | 46    |
| 5 | Bosnia ed Erzegovina | 43    |

| # | Stato    | Punti |
| - | -------- | ----- |
| 1 | Albania  | 263   |
| 2 | Serbia   | 254   |
| 3 | Croazia  | 172   |
| 4 | Bulgaria | 160   |
| 5 | Malta    | 125   |

| # | Stato                | Punti |
| - | -------------------- | ----- |
| 1 | Albania              | 183   |
| 2 | Croazia              | 158   |
| 3 | Serbia               | 144   |
| 4 | Slovenia             | 132   |
| 5 | Bosnia ed Erzegovina | 114   |

## Altri premi ricevuti

### Barbara Dex Award
Il Barbara Dex Award è un riconoscimento non ufficiale con il quale viene premiato l'artista peggio vestito all'Eurovision Song Contest. Prende il nome dall'omonima artista belga che nell'edizione del 1993 si è presentata con un abito che lei stessa aveva confezionato e che aveva attirato l'attenzione negativa dei commentatori e del pubblico.
| Anno | Artista      | Canzone        | Compositore                      |
| ---- | ------------ | -------------- | -------------------------------- |
| 2005 | Martin Vučić | Make My Day    | Dragan Vučić                     |
| 2018 | Eye Cue      | Lost and Found | Bojan Trajkovski, Darko Dimitrov |